# کنسرسیوم بین‌المللی حقوق تجارت
کنسرسیوم حقوق بین‌الملل تجارت (IBLC) خود را وابسته به شرکتهای حقوقی مستقل، مشاوران امور مالیاتی و حسابرسی و متخصصان مربوطه می‌داند که برای ارتقاء خدمات حرفه ای و کارآمد و هدایت مشاغل در جامعه جهانی، دانش‌های حقوقی فراملی را پرورش می‌دهند. IBLC در سال ۱۹۹۶ تحت حمایت مرکز مطالعات حقوقی بین‌المللی به عنوان ابزاری برای کمک به شرکتهای حقوقی وابسته به مرکز برای مشارکت و پیشرفت برنامه‌های این مرکز تأسیس شد و این مزایا را برای تحول حقوقی فرامرزی ترجمه کرد. خدمات. هدف سابق با مشارکت اعضا در پروژه‌های تحقیقاتی مرکز و گسترش شرایط ویژه برای مشارکت آنها در برنامه‌های آموزشی حقوقی و توسعه حرفه ای آن ترویج می‌شود. IBLC به اعضا ارتباطات تجاری بین‌المللی و بستری می‌دهد تا از طریق آن بتوانند دانش قانون تجارت بین‌المللی را مدیریت کنند و بدانند چگونه. این کمک می‌کند تا آنها را برای ایجاد مؤثرترین سازوکارها برای خدمت به جامعه تجاری بین‌المللی فراهم کند. IBLC می‌کوشد عضویت خود را در بنگاه‌های دارای حرفه ای بی عیب و نقص محدود کند. در سال ۲۰۰۶، بیش از ۱۰۰ شرکت در اروپا، شمال، مرکزی و آمریکای جنوبی، آسیا و اقیانوس آرام و خاورمیانه عضو IBLC بودند. IBLC تأکید می‌کند که این شبکه به معنای متعارف نیست، اما اعضای آن با هدف دستیابی جهانی و تخصص محلی برای مشتریان خود همکاری می‌کنند.